# 134348 Клемперер
134348 Клемперер (134348 Klemperer) — астероїд головного поясу, відкритий 31 жовтня 1992 року.
Тіссеранів параметр щодо Юпітера — 3,245.